# Nikare
Nikare byl egyptský faraon z 8. dynastie během prvního přechodného období. Zmínky o něm pocházejí z abydoského seznamu králů a z turínského královského papyru. Sídlil v Memfisu.
Další zmínka o Nikareovi se objevuje na zlaté desce, dnes uložené v Britském muzeu, na které je zmínka i o jeho předchůdci králi Neferkaminovi. Je však možné, že se jedná o padělek.